# ميغيل كامارجو
ميغيل كامارجو (بالإسبانية: Miguel Camargo)‏ (5 سبتمبر 1993 ببنما في بنما - ) هو لاعب كرة قدم بنمي في مركز الوسط. شارك مع منتخب بنما لكرة القدم. أما مع النوادي، فقد لعب مع مينيروس دو غويانا وClub Deportivo Universitario ‏ ونادي أكويلا.

## روابط خارجية
- ميغيل كامارجو على موقع الدوري الأمريكي (الإنجليزية)
- ميغيل كامارجو على موقع قاعدة بيانات كرة القدم.إي يو (الإنجليزية)
- ميغيل كامارجو على موقع ناشيونال فوتبول تيمز (الإنجليزية)
- ميغيل كامارجو على موقع Soccerway.com (الإنجليزية)
- ميغيل كامارجو على موقع AS.com (الإسبانية)